# Акбунар (окръг Тулча)
 Тази статия е за селото в Румъния.  За селото в Турция вижте Акбунар.  
Акбунар (на румънски: Mircea Vodă) е село в окръг Тулча, Северна Добруджа, Румъния.

## История
До 1940 година в Акбунар има българско население, което се изселва в България по силата на подписаната през септември същата година Крайовската спогодба.